# 세 자매 (희곡)

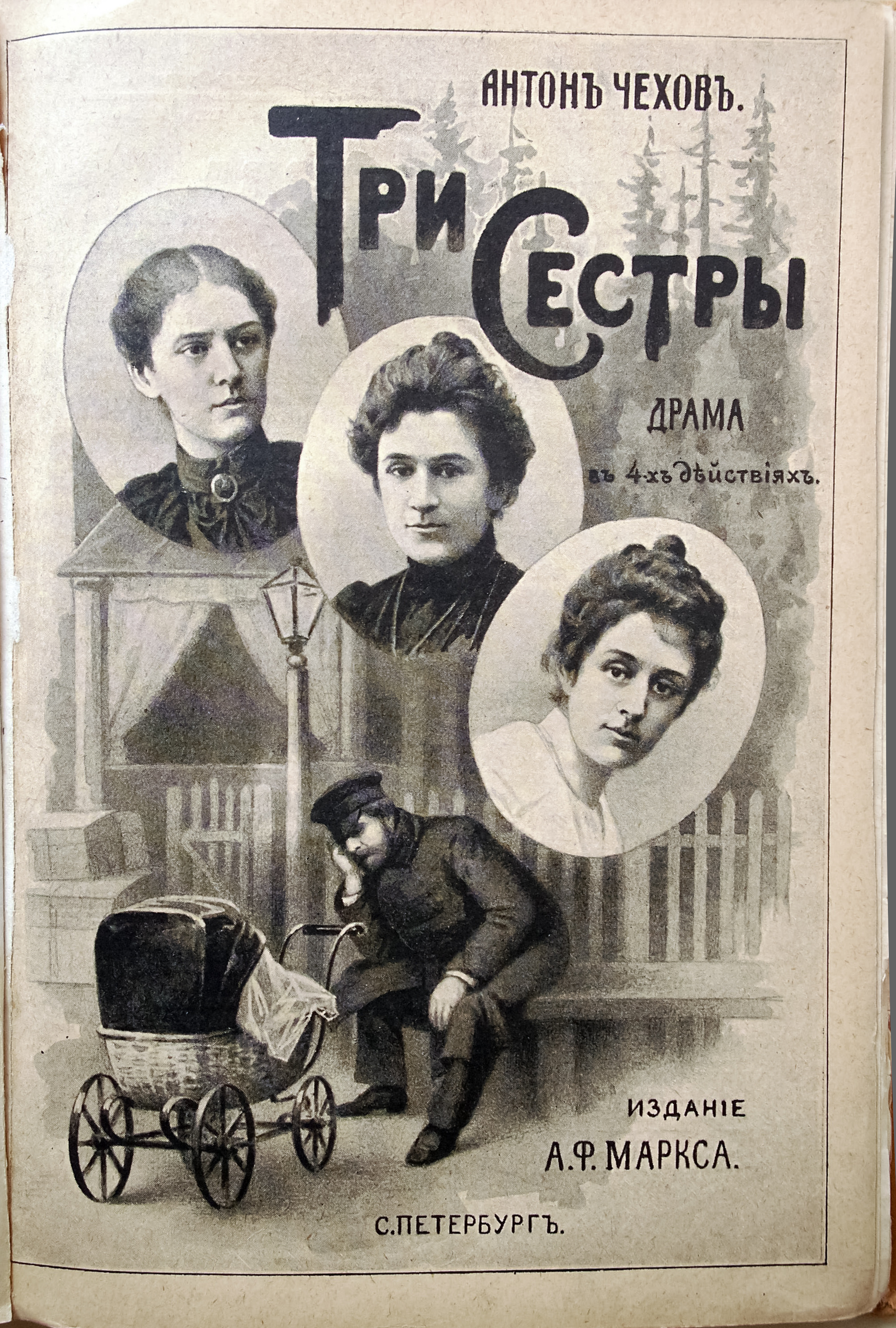
1901년 아돌프 마크스 발행 초판 표지

《세 자매》(러시아어: Три сестры 트리 세스트리[*])는 안톤 체호프의 희곡으로, 1901년 모스크바에서 초연되었다.
줄거리는 이리나, 마샤, 올가 세 자매와 안드레이, 이렇게 네 남매는 작은 지방 소도시에서 11년 동안 살아왔다. 그들은 모스크바출신이며 언젠가는 다시 모스크바로 돌아가길 고대하고 있다. 장교였다가 지금은 돌아가신 아버지 때문에 지방으로 이사왔다. 안드레이는 자신의 힘으로 가족을 이끌고 모스크바로 다시 돌아가 새로운 생활을 이루길 바라지만, 도박에 정신이 팔려 유산을 까먹고 있다.

## 등장인물
- 올가 세르게예브나 프로초로바(애칭 : 올랴) - 장녀. 집안에서 유일하게 직업을 가지고 있다. 학교 선생으로 일하고 있지만 직업에 만족하지는 못하고 있다.

- 마리아 세르게예브나 프로초로바(애칭 : 마샤) - 차녀. 로맨틱한 사랑을 꿈꾸는 우아한 여성. 열여덟 살에 표도르 일리치 쿨리긴과 결혼했다.

- 이리나 세르게예브나 프로초로바 - 삼녀. 모스크바에서 사랑하는 사람을 만날 수 있으리라는 기대를 갖고 있다. 일을 하고 싶다는 대사에서는 자신의 희망을 찾아볼 수 있다.

- 안드레이 세르게예비치 프로초로프 - 장남.

- 나탈리아 이바노브나(애칭 : 나타샤) - 안드레이의 부인이 되는 여성.

- 표도르 일리치 쿨리긴 - 마리아의 남편이자 학교 선생님.